# Сонково (станция)
Сонко́во — узловая железнодорожная станция Московского региона Октябрьской железной дороги на стыке с Северной железной дорогой, с движением в четырёх направлениях. По характеру основной работы является участковой, по объёму выполняемой работы отнесена к первому классу. Станция расположена в одноимённом посёлке Тверской области, при этом сам посёлок Сонково возник и развивался как пристанционный и до настоящего времени считается одним из крупнейших железнодорожных узлов в регионе, а работа многих жителей посёлка связана с железной дорогой.

## История

### Строительство железной дороги
Станция возникла в 1870 году, при строительстве железнодорожной линии, которая должна была связать Рыбинск (конечный пункт волжской торговли зерном) с Москвой и Петербургом. В 1869 году было основано акционерное общество «Рыбинско-Бологовская железная дорога», и в 1870 году была сдана в эксплуатацию железнодорожная линия Бологое — Рыбинск, которая прошла через Удомлю и Бежецк.. Для обеспечения новой линии паровозной тягой на станции Савелино были построены паровозное депо и водонапорная башня.

Развитие железных дорог во второй половине XIX — первой половине XX в.

Первоначально станция называлась Савелино (по имени ближайшей деревни), такое же название имело и депо при этой станции. После продления железной дороги в южном направлении на Кашин (1898) и в северном на Красный Холм (1899) станция Савелино стала узловой, вокруг неё сформировался пристанционный посёлок. В 1903 году после продления железной дороги на Савёлово, как саму станцию, так и посёлок при ней, чтобы избежать путаницы, переименовали в Сонково по названию ближайшей пустоши. В 1921 году было открыто сквозное железнодорожное движение на Санкт-Петербург через Пестово — Мгу, и Савёловская ветка (Мологский ход) фактически стала резервным дублёром железнодорожной линии Москва — Ленинград.
В мае 1897 года на строительстве железной дороги произошла крупная забастовка. 1—2 мая более тысячи человек приостановили работу и предъявили подрядчику свои требования. Для урегулирования конфликта из Кашина прислали группу полицейских чиновников. Вечером 4 мая работа была возобновлена, однако 135 человек покинули стройку. Через полгода опять возникли беспорядки. 5 ноября, после того, как подрядчик скрылся с деньгами, не рассчитавшись с рабочими, они начали громить контору. В Савелино снова прибыли чиновники из Кашина, а также войсковые подразделения. Администрация предложила рабочим выплатить 75 процентов заработанных денег, однако часть рабочих настаивала на полном расчёте. В течение нескольких дней удалось закончить расчёты с рабочими, а 14 ноября дело было завершено и контора в Савелино закрыта.
Железная дорога, к которой относилась станция Сонково, неоднократно меняла своё название, а станция — свою принадлежность. Первоначально она относилась к Рыбинско-Бологовской железной дороге, которая в 1897 году была преобразована в Московско-Виндаво-Рыбинскую. В сентябре 1918 года Московско-Виндаво-Рыбинская железная дорога, в состав которой входила станция, была национализирована и передана в ведение Народного комиссариата путей сообщения.
В конце 1920-х — начале 1930-х годов было построено паровозное депо (архитектор В. В. Жаров).

### Станция в Великой Отечественной войне
Во время Великой Отечественной войны железнодорожный узел Сонково использовался для переброски эшелонов и перевозки военных грузов Волховского, Калининского и других фронтов, эвакуации жителей оккупированных районов Калининской и других областей, а также для сообщения с блокадным Ленинградом, в посёлке Сонково работал крупный эвакуационный пункт, при этом участок Будогощь — Сонково был забит эшелонами и военными грузами.
В начале войны железнодорожный узел подвергался бомбардировкам немецкой авиации, первая бомбардировка была 12 октября 1941 года. Однако железнодорожникам удалось обеспечить бесперебойную работу железнодорожного узла. Как указано в одном из документов 52-й отдельной армии, в декабре 1941 года по станции Сонково проходила тыловая граница армии, а сама станция использовалась как распорядительная указанной армией совместно с Северо-Западным и Калининским фронтами.
Во время войны сонковские железнодорожники, стремясь обеспечить необходимые перевозки и сэкономить государству топливо, проводили перегруженные поезда (иногда — рискуя жизнью, под обстрелом вражеской авиации). Так, в конце лета — начале осени 1941 года машинисты депо Сонково за полтора месяца провели более 130 тяжеловесных поездов с грузом, при том что в обычных условиях для перевозки этого груза потребовалось бы дополнительно ещё 50 поездов. В ходе социалистического соревнования за обеспечение безопасности движения поездов, объявленного в 1942 году, сонковские железнодорожники сэкономили 15,5 тысяч вагоно-часов, а работники пункта осмотра перевыполнили задание в 3,5 раза.

### Новейшая история
В 1960 году станция Сонково была переведена из состава Северной железной дороги в состав Октябрьской железной дороги.
25 ноября 1986 года на станции произошло столкновение пассажирского поезда «Ленинград — Иваново» с вагонами-цистернами с горючим материалом, возник пожар, пострадали 27 человек.
С октября 2000 года локомотивное депо Сонково было юридически ликвидировано и преобразовано в цех локомотивного депо Бологое. Рассматривался даже вопрос о полной ликвидации ремонтной базы в Сонково, однако такое решение не было принято, а через некоторое время цеху разрешили осуществлять работы по осмотру локомотивов в объёме ТО-2.
В конце 1990-х — начале 2000-х произошли изменения и в движении пассажирских поездов: поезд Москва — Рыбинск стал ходить не с Савёловского, а с Белорусского вокзала, а поезд Москва — Санкт-Петербург (через Савёлово — Сонково — Пестово) был отменён.

## Инфраструктура
В настоящее время Сонково — крупная узловая станция с железнодорожным вокзалом, путевым развитием, оборотным депо и пунктом технического обслуживания локомотивов. Электрификация на станции отсутствует.
Станция стоит на пересечении широтной железной дороги (Псков — Бологое — Рыбинск — Ярославль) и Мологского хода (Санкт-Петербург — Мга — Сонково — Савёлово — Москва), ориентированного в районе Сонково примерно с севера на юг. Железнодорожные пути идут от станции в четырёх направлениях — северном (Красный Холм), южном (на Кашин), западном (на Бежецк) и восточном (на Рыбинск). Пути станции ориентированы примерно с запада на восток, в западной горловине станции расположен поворот на север (на Красный Холм — Пестово), в восточной — на юг (на Кашин — Калязин — Савёлово — Москву). Путевое развитие станции насчитывает более 15 путей (без учёта депо). Тракционные пути депо и оборотные тупики находятся в южной части станции, имеется оборотное депо и пункт технического обслуживания локомотивов. Депо имеет не менее 14 тупиков (причём 14-й тупик расположен в 30 метрах от жилых домов).
Деревянное здание железнодорожного вокзала и две низкие платформы, одна боковая, другая островная, находятся в северной части станции, в здании вокзала имеются билетная касса и зал ожидания. Вокзал имеет выход на Вокзальную улицу, идущую рядом с путями, и проспект Ленина, расположенный параллельно вокзальной улице. В восточной горловине станции находится пешеходный мост над путями, который соединяет северную и южную части посёлка и имеет выход в северной части — на проспект Ленина (около здания администрации района и отделения связи), в южной части — на Красноармейскую и Лесозаводскую улицы.
|                                         |  |               |  |                |  |                                                                                                 |  |
| Здание железнодорожного вокзала Сонково |  | Грузовой двор |  | Ремонтное депо |  | Пешеходный мост над железнодорожными путями, соединяющий северную и южную части посёлка Сонково |  |

### Предприятия
Станция является стыковым пунктом между двумя филиалами РЖД. Северное, западное и южное направление, а также сама станция относятся к Октябрьской, а восточное — к Северной железной дороге.
В структуру железнодорожного узла Сонково входят несколько железнодорожных предприятий, в том числе станция Сонково (начальник станции — Олег Викторович Городко), Сонковская дистанция пути (начальник дистанции пути — Мераб Гивиевич Джанелидзе, автор ряда публикаций по экономике и истории), локомотивное депо, железнодорожная связь, система водоснабжения, охрана, восстановительный поезд. Локомотивное хозяйство (ТД-54) — цех локомотивного депо Бологое (ТЧ-4), до 2000 года локомотивное депо Сонково было самостоятельным (ТЧ-16). Сонковская дистанция пути обслуживает железнодорожные пути на участках Савёлово — Сонково — Овинище, Сонково — Бежецк — Бологое и Калязин — Углич. На самой станции работают 63 человека — дежурные по станции, составители поездов, сигналисты, операторы при дежурных по станции, операторы СТЦ, приёмщики поездов.
По данным начальника оборотного депо «Сонково» Сергея Валерьевича Ригина, в Сонково работают около 800 работников Московского отделения Октябрьской железной дороги.

### Коммерческие операции
По состоянию на 2007 год на станции Сонково производились следующие коммерческие операции:
- продажа билетов на все пассажирские поезда, приём и выдача багажа;
- приём и выдача повагонных отправок грузов, допускаемых к хранению на открытых площадках станций;
- приём и выдача мелких отправок грузов, требующих хранения в крытых складах станций;
- приём и выдача грузов повагонными и мелкими отправками, загружаемых целыми вагонами, только на подъездных путях и местах необщего пользования;
- приём и выдача повагонных отправок грузов, требующих хранения в крытых складах станций.[32][33]

### Технологии
На станции Сонково применяются современные технологии. Автоматизированная система коммерческого осмотра поездов и вагонов (АСКО-ПВ), система тепловизионного контроля и тензометрический рельс, взвешивающий в движении (РТВ-Д), действующие на станции, позволяют выявлять неисправности в поездах, дистанционно определять массу перевозимого груза, наличие остатков в вагоне после выгрузки. Единственный на отделении пункт коммерческого осмотра оборудован современной вычислительной техникой. Кроме того, на станции внедряется система менеджмента качества (диаграммы Парето, схемы Каору Исикавы).

### Исторические памятники
У здания вокзала сохранилась старая водонапорная башня для заправки паровозов, а у пешеходного моста в 1995 году был установлен паровоз-памятник Эр-766-44, установленный на вечную стоянку в 1995 году с надписью на мемориальной плите: «Этот паровоз — труженик! В годы Великой Отечественной войны возил снаряды, технику, солдат на Западный, Калининский, Ленинградский, Волховский, Карельский фронты». На привокзальной площади в 1950 году установлен бюст дважды Героя Советского Союза, лётчика-штурмовика Василия Ивановича Андрианова (скульптор А. С. Кондратов, архитектор А. И. Сотников).
|                                                                                             |  |                                       |  |                                                                |  |
| Памятник дважды Герою Советского Союза, лётчику В. И. Андрианову у железнодорожного вокзала |  | Водонапорная башня на станции Сонково |  | Паровоз Эр-766-44, стоящий на запасном пути на станции Сонково |  |

## Движение по станции

### Направления движения
Движение поездов по станции осуществляется в четырёх направлениях:
- в северном направлении — на Красный Холм (33 км) — Пестово (147 км) — Мгу (465 км) — Санкт-Петербург-Ладожский (507 км); ответвление на Весьегонск (114 км) по станции Овинище-II (72 км);
- в западном направлении — на Бежецк (29 км) — Удомлю (133 км) — Бологое (193 км); при повороте на Санкт-Петербург по станции Бологое расстояние составит 512 км;
- в восточном направлении — на Рыбинск (105 км) — Ярославль (184 км)
- в южном направлении — на Кесову Гору (24 км) — Кашин (55 км) — Савёлово (134 км) — Москву-Бутырскую (Савёловский вокзал г. Москвы, 262 км); ответвление по станции Калязин Пост на Калязин-Пассажирский (77 км) — Углич (125 км)[36]

### Движение грузовых поездов
Основную часть перевозок по станции составляют грузовые поезда — на станции они формируются и переформировываются, меняют локомотивы. По данным на июль 2007 года, в среднем за сутки через станцию проходят 24 пары грузовых поездов без переработки и ещё 5 с переработкой; по данным за 20 дней декабря 2007 года на станцию поступило 147 поездов, из них на сортировку — 40 поездов, насчитывающие 2168 вагонов; при этом мероприятия по реконструкции Вологодского железнодорожного узла приводят к отклонению на стык Сонково вагонопотока в морской порт Санкт-Петербург и на Усть-Лугу. При этом с Октябрьской железной дороги на станцию поступают поезда до 116 вагонов, которые на Северной принять не могут, и их приходится делить; а с Северной железной дороги поступают составы, имеющие до 17 групп вагонов. В I квартале 2014 года станцией отправлено 3352 поезда (увеличение к 2013 году на 6,5%), вагонооборот составил 4136 вагонов в сутки (увеличение на 9,1% к аналогичному периоду прошлого года).
На линии на Сонково — Пестово и на ответвлении до Весьегонска действует грузопассажирское сообщение, и иногда от станции Сонково в направлении Пестово и Весьегонска ходят грузопассажирские поезда — пассажирские поезда с одним или несколькими грузовыми вагонами.

### Движение пассажирских поездов

Схема движения поездов по станции Сонково

Через Сонково проходят с различной периодичностью несколько поездов дальнего следования, причём почти все поезда дальнего следования проходят станцию поздним вечером, ночью и ранним утром. Большая часть поездов дальнего следования, проходящих по станции, следует по широтной железной дороге, ориентированной с Бологое на Рыбинск.
Согласно расписанию на 2009/10 годы, единственный ежедневный и круглогодичный поезд дальнего следования, проходящий через станцию — фирменный поезд «Текстильный край» Санкт-Петербург — Иваново (с беспересадочным вагоном на Кострому), который идёт по широтному ходу через Бологое — Рыбинск и проходит через Сонково как западном направлении (на Бологое — Санкт-Петербург), так и в восточном направлении (на Иваново) в ночные часы.
Поезд Санкт-Петербург — Уфа ходит круглогодично раз в два дня, а поезд Санкт-Петербург — Самара — раз в два дня в летнее время и по особому расписанию в зимнее; оба поезда идут по широтной дороге от Бологое на Рыбинск — Ярославль по сходному расписанию (с тем же временем прибытия и отправления, но в разные дни) и проходят станцию ночью. В составе поездов Санкт-Петербург — Самара и Санкт-Петербург — Уфа также следуют отдельные вагоны, обеспечивающие беспересадочное сообщение Санкт-Петербурга с Оренбургом, Пензой, Уфой и другими российскими городами). Поезда от Санкт-Петербурга через Бологое — Сонково на Екатеринбург и Красноярск могут ходить в дневное время по особому назначению.
Фирменный поезд Москва — Рыбинск (с вагонами на Сонково, Весьегонск и Пестово) идёт от Москвы до Сонково — по Савёловскому направлению (Мологскому ходу) через Савёлово — Калязин — Кашин, от Сонково до Рыбинска — по широтной дороге, при этом ходит в летние месяцы ежедневно, в остальные — 3 раза в неделю; при следовании на Рыбинск проходит Сонково ночью (ранним утром), при следовании на Москву — поздним вечером. В летнее время несколько дней в неделю ходит поезда Санкт-Петербург — Сонково (через Бологое), который прибывает в Сонково ранним утром, а отправляется на Санкт-Петербург поздним вечером. Поезд Санкт-Петербург — Ярославль (через Мгу — Пестово — Сонково) ходит в летние месяцы несколько дней в неделю.
На станции Сонково формируется и экипируется поезд Санкт-Петербург — Сонково (следующий через Бологое), а также группа из нескольких вагонов поезда Москва — Рыбинск (беспересадочные вагоны до Весьегонска и Пестово и прицепной вагон до Сонково). Кроме того, на станции проводится переприцепка вагонов беспересадочного сообщения и прицепных вагонов, прибывающих в Сонково в ночные и утренние часы с поездами Москва — Рыбинск (беспересадочные вагоны на Весьегонск и Пестово, прицепной вагон на Сонково) и Санкт-Петербург — Сонково (вагоны на Весьегонск, Пестово, Углич). Вагоны на Весьегонск, Пестово и Углич прицепляют к попутным пригородным поездам, причём некоторые вагоны могут стоять на станции в ожидании достаточно продолжительное время (время ожидания составляет чуть более часа для вагона Санкт-Петербург — Углич и более 5 часов для вагона Москва — Пестово).  В вечерние часы, когда поезда следуют в обратном направлении, эти манипуляции проделываются в обратной последовательности: вагоны подцепляются к поездам Сонково — Санкт-Петербург и Рыбинск — Москва. Все транзитные пассажирские поезда, проезжающие через Сонково, меняют локомотивы и стоят на станции не менее 15—20 минут.
Также (по данным на 2009 год) от Сонково ежедневно ходят пригородные поезда с тепловозной тягой на Бологое (два раза в день), на Весьегонск, Пестово (один раз в день), на Рыбинск, почти ежедневно (за исключением некоторых дней недели) на Савёлово и по особому расписанию — на Углич. Большинство пригородных поездов отправляется из Сонково в утренние часы, а прибывает обратно в вечерние. Возможно движение на пригородных поездах до Москвы с пересадкой по станции Савёлово, до Твери с пересадкой по станции Бологое и до Ярославля с пересадкой по станции Рыбинск.
| № поезда              | Маршрут движения            | № поезда              | Маршрут движения            |
| --------------------- | --------------------------- | --------------------- | --------------------------- |
| 45 "Текстильный край" | Иваново — Санкт-Петербург   | 46 "Текстильный край" | Санкт-Петербург — Иваново   |
| 337                   | Самара — Санкт-Петербург    | 338                   | Санкт-Петербург — Самара    |
| 347                   | Уфа — Санкт-Петербург       | 348                   | Санкт-Петербург — Уфа       |
| 601                   | Рыбинск — Москва            | 602                   | Москва — Рыбинск            |
| 607                   | Ярославль — Санкт-Петербург | 608                   | Санкт-Петербург — Ярославль |
| 609                   | Санкт-Петербург — Сонково   | 610                   | Сонково — Санкт-Петербург   |

## Перспективы развития
Федеральной программой модернизации транспортной системы России предусмотрено строительство вторых путей на участке Мга — Сонково — Ярославль до 2015 года. Кроме того, стратегией развития железнодорожного транспорта в Российской Федерации до 2030 года предусмотрена также электрификация участка Ярославль-Главный (новой стыковая)/Вологда-1 — Рыбинск — Сонково — Дно — Печоры-Псковские, которая позволит отклонить часть перспективного пассажиропотока с основных направлений на параллельные ходы. В перспективе строительство второго главного пути от Ярославля до Петербургских портов позволит снять до 60 пар грузовых и 10—15 пар пассажирских пар поездов с главного хода Санкт-Петербург — Москва.
В средствах массовой информации появляются сообщения о планирующейся реконструкции и электрификации участка Сонково — Хвойная — Будогощь — Кириши — Мга, а также о реконструкции станции Сонково и Мга. По оценкам начальника Московского отделения Октябрьской железной дороги Олега Ульянова, в перспективе на железнодорожном узле в Сонково будут работать 2,5 тысячи человек, что примерно в 3 раза больше, чем в настоящее время.
Проектом развития сети Российских железных дорог до 2030 года предусматривается создание глубокого грузового обхода Московского узла со строительством новой железнодорожной линии от Сонково до Твери/Лихославля и от Рыбинск до Вологда-1.